# 스트로가니나

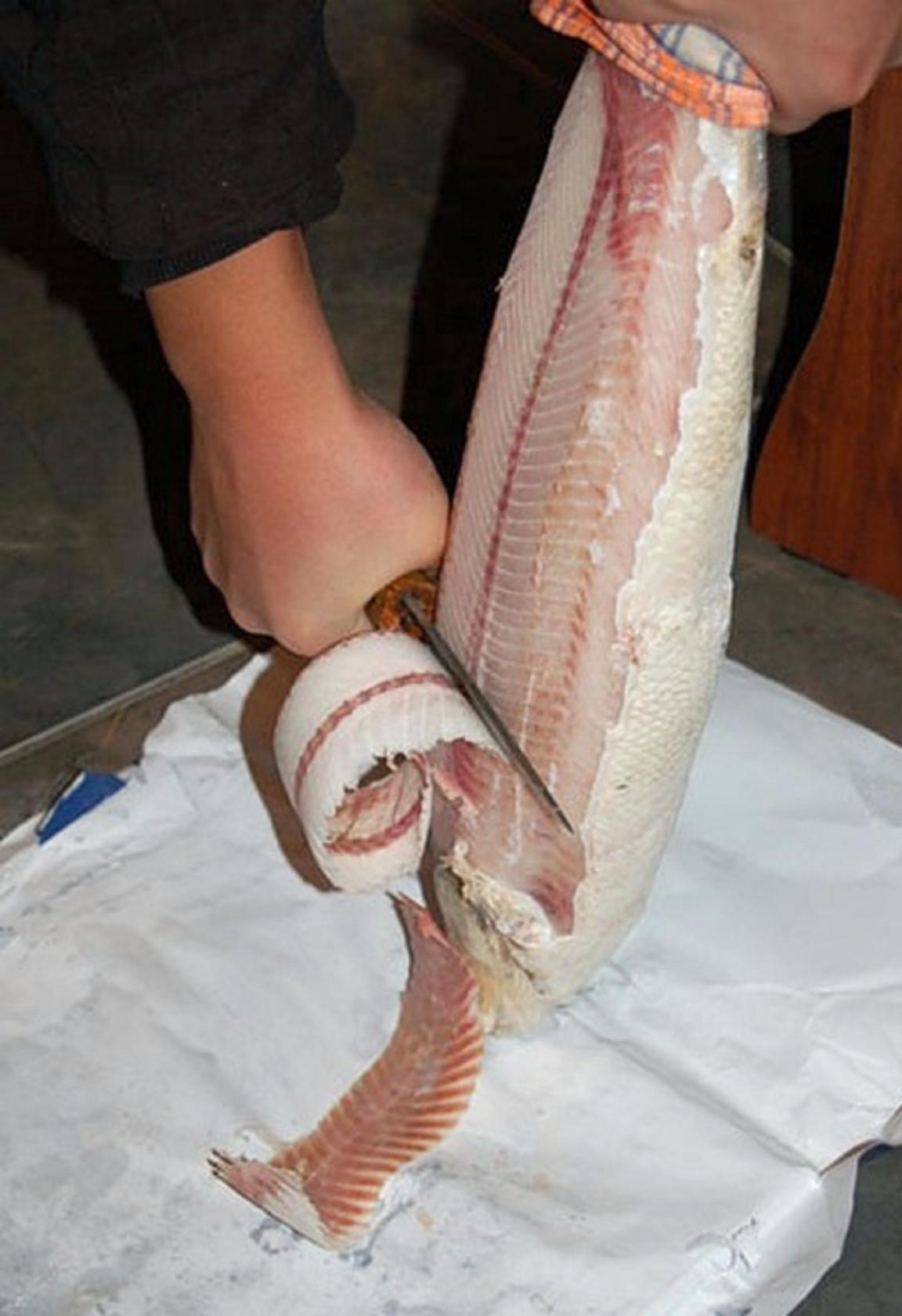

스트로가니나(러시아어: строганина→대팻밥)는 북시베리아 북극권 지역의 원주민들의 생선요리의 일종이다. 얼어붙은 날생선을 얇고 길게 슬라이스해서 먹는다. 바이칼호 주변에서는 라스콜로트카(raskolotka)라고 한다. 전통적으로 스트로가니나는 북극권에서 잡히는 민물백어아과, 연어과 물고기들로 만든다. 넬마, 묵순, 치르, 오물 등이 대표적인 재료다. 드물게 철갑상어로 만들기도 한다.
얼어붙은 생선을 대패처럼 회떠먹는 요리는 시베리아 원주민들 사이에 널리 대중적이다. 야쿠트 요리, 에스키모 요리, 코미 요리, 야말 요리에서 모두 비슷한 형태의 요리가 나타난다. 보통 보드카를 곁들여 먹는다.

## 같이 보기
- 루이베
- 사시미